# 台山街市

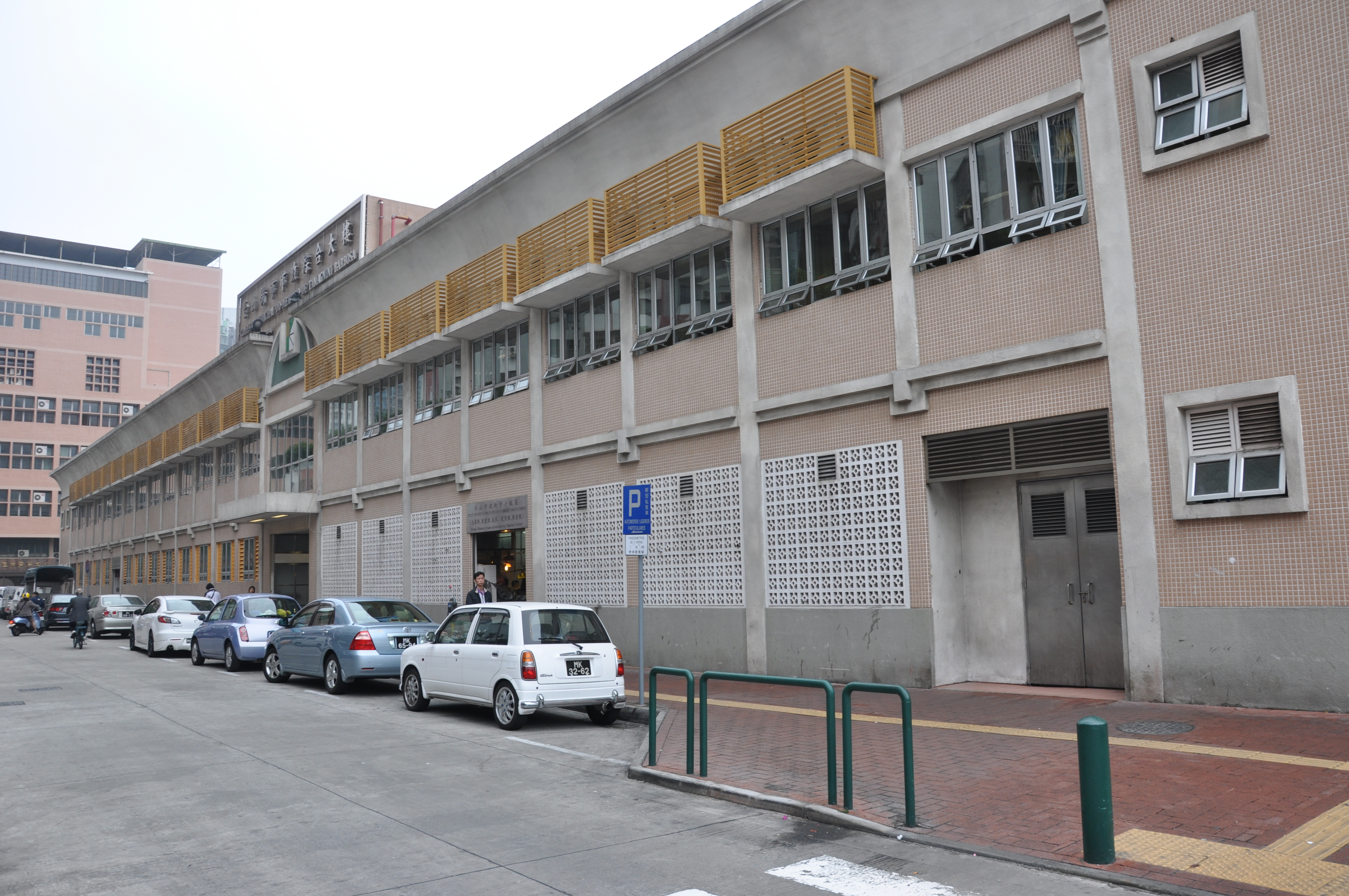
大樓西立面

台山街市，全稱為“台山街市市政綜合大樓”（葡萄牙語：Complexo Municipal do Mercado de Tamagini Barbosa），是位於澳門北區蘇沙醫生街的綜合型街市大樓，分別有街市、小販區、社區活動中心和花園平台等社區設施。

## 沿革
台山街市前身為“台山臨時街市”，以應付昔日台山的臨時經濟房屋居民所需。由於臨時街市的建設問題與地區住宅的變遷，民政總署於2003年提出在臨時街市旁興建新街市大樓，“台山街市綜合大樓”於2004年2月6日舉行動工儀式。
- 2005年5月26日，“台山臨時街市”最後一天營運，營運結束後正式關閉，結束其三十多年的歷史[2]。
- 2005年5月27日，“台山街市綜合大樓”正式啟用，所有於臨時街市內及外圍經營的攤檔一併搬入新街市大樓。自新街市大樓運作後，原有台山臨時街市隨即被拆卸，改建為公眾停車場。

因應附近進行公屋重建項目，原本一樓活動中心於2018年改為街市，地面層包括街市及小販區域於2019年6月完成古裝空調設備及風機。
2025年4月，澳門特別行政區第六屆政府公佈首份《施政報告》，當中包括提出開展台山街市整治規劃。優化計劃將原本地面一側的熟食檔位全部調往一樓經營，並在一樓設用餐區；鮮活食品攤檔則集中設在地面層。

## 設施
台山街市綜合大樓由兩層主樓和一層副樓兩幢建築物組成，呈“T”字形排列，建築面積為1,749平方米。大樓設有八個出入口，其中面向青洲大馬路和台山中街的出入口設有公廁。
主副樓地下由街市攤檔及小販區組成，主樓一樓設有一個社區活動中心，中心內有閱覽室及資訊室、乒乓球室、康樂室、可容納250人的大禮堂及多用途綜合活動室等。副樓頂層為平台花園，面積為679平方米，設有休憩設施、兒童遊樂區、涼亭及按摩徑等休憩設施。

## 開放時間
- 街市部分開放時間：07:00-20:00
- 活動中心開放時間：10:00-22:00（週末及公眾假期照常開放，農曆新年假期除外）

## 交通

### 公共巴士
M10 台山街市（Mercado Tamag. Barbosa）
路線：1、1A、4、7、8、8A、9、9A、26、26A、28B、32、33、101X、H2、N1A、N2
M12 北區警司處（Comissariado da Zona Norte）
路線：1、1A、8、26A、27、28B、33、101X、H2、N1B
M15 台山中街（Rua Central de T'oi Sán）
路線：9